# فورت دیک (کالیفرنیا)
فورت دیک (به انگلیسی: Fort Dick) یک منطقهٔ مسکونی در ایالات متحده آمریکا است که در شهرستان دل نورت، کالیفرنیا واقع شده‌است. فورت دیک ۹۷۸ نفر جمعیت دارد و ۱۶ متر بالاتر از سطح دریا واقع شده‌است.